# Xi Gruis
Désignations
Xi Gruis (en abrégé ξ Gru) est une étoile géante de la constellation australe de la Grue, située près de la limite avec le Microscope. Elle est visible à l'œil nu avec une magnitude apparente de 5,29. L'étoile présente une parallaxe annuelle de 7,61 mas mesurée par le satellite Gaia, ce qui permet d'en déduire qu'elle est distante d'environ ∼ 429 a.l. (∼ 132 pc) de la Terre. Elle s'en rapproche à une vitesse radiale héliocentrique de −10 km/s.
Xi Gruis est une géante rouge évoluée de type spectral K0 III. Ayant épuisé les réserves en hydrogène de son cœur, l'étoile s'est étendue et refroidie, de telle sorte que son rayon est environ 19 fois plus grand que le rayon solaire, qu'elle est environ 162 fois plus lumineuse que le Soleil et que sa température de surface est de 4 703 K.